# Honoré V av Monaco
Honoré V av Monaco, född 13 maj 1778 i Paris, död 2 oktober 1841, var monark (furste) av Monaco 1819-1841, efter att ha varit regent redan fem år före sin tronbestigning. Han var son till Honoré IV av Monaco och Louise d'Aumont.
Han tjänstgjorde i den franska armén, och beskrivs som lojal till Napoleon I. När furstendömet Monaco återupprättades 1814, blev hans far furste, men på grund av hans hälsotillstånd sattes faderns bror, prins Josef av Monaco, som hans regent. Honoré krävde framgångsrikt att som tronarvinge själv få bli faderns regent året därpå. 
Under De hundra dagarna förklarade sig Honoré V trogen Napoleon. Vid Napoleons slutliga fall 1815, blev Monaco därför placerat under Sardinien snarare än Frankrike, och utsattes för en ekonomisk bojkott som orsakade kris i furstendömet. 
Honoré V, som formellt blev furste vid faderns död 1819, försökte lösa den ekonomiska krisen genom att bygga fabriker och uppmana till tobaksplantager bland befolkningen, men hans åtgärder gjorde honom impopulär och han blev uppfattad som snål och girig och auktoritär. Han beskrivs som en ensamvarg som inte litade på någon och levde i konflikt med sin bror, som efterträdde honom eftersom han inte gifte sig, och endast hade en utomäktenskaplig och därmed inte arvsberättigad son.